# Onthophagus waterstradti
Onthophagus waterstradti là một loài bọ cánh cứng trong họ Bọ hung (Scarabaeidae).